# Sielsowiet Dauhalessie
Sielsowiet Dauhalessie (biał. Даўгалескі сельсавет, ros. Долголесский сельсовет) – sielsowiet na Białorusi, w obwodzie homelskim, w rejonie homelskim, z siedzibą w Dauhalessiu.

## Demografia
Według spisu z 2009 sielsowiet Dauhalessie zamieszkiwało 1497 osób, w tym 1427 Białorusinów (95,32%), 46 Rosjan (3,07%), 15 Ukraińców (1,00%), 5 Kazachów (0,33%) i 4 osoby innych narodowości.

## Geografia
Sielsowiet położony jest w zachodniej części rejonu homelskiego. Od zachodu i północy graniczy z rejonem rzeczyckim.

## Miejscowości
- agromiasteczko:
  - Michalki
- wsie:
  - Dauhalessie
  - Karnalin
  - Stukaczouka
  - Wasilewa
- osiedla:
  - Dubawiec
  - Mieży
  - Mirny
  - Nahornaja
  - Niakrasawa